# Blancolån
Ett blancolån är ett lån utan säkerhet. Blancolån har därför vanligen en högre ränta än lån med säkerhet, till exempel bolån. I Sverige är det vanligt med blancolån i spannet 5 000–500 000 kr och med ett räntespann mellan 3 procent och 22 procent, som emellertid kan uppgå till hundratals procent i vissa fall. Från och med den 1 september 2018 gäller däremot ett tak som begränsar räntesatsen till maximalt 40 procentenheter högre än referensräntan.
Långivaren, borgenären, får basera sin utlåning på låntagarens, gäldenärens, förmåga och vilja att betala tillbaka lånet. Om gäldenären är okänd tar långivaren en kreditupplysning för att bedöma kreditvärdigheten.
En säkerhet kan vara direkt pant i lös egendom, till exempel en guldring, eller en inteckning i lös eller fast egendom, där det senare till exempel kan vara en villa eller bostadsrätt. Ett lån med inteckningssäkerhet kallas ofta för hypotekslån.
Eftersom ett blancolån innebär en högre risk än ett traditionellt hypotekslån bör gäldenären innan lån tas noggrant bekanta sig med lånets effektiva ränta, lånets avtal, villkor och avbetalningsplan samt försäkra sig om att borgenären är en seriös aktör.

## Etymologi
Ordledet blanco har en lång historia i lånesammanhang. Ordet i den aktuella användningen kommer från spanskan, där det betyder vit (eller blank). Ursprunget är dock det tyska ord som betyder skinande, men också tom. Även i svenskan finns ordet blank som betyder både skinande och tom – att någonting är utelämnat. Det är i den betydelsen som blanko eller blanco har använts om den sorts penningtransaktioner där vissa uppgifter är utelämnade. Ett blancolån är ju ett lån som saknar säkerhet – alltså är det tomt.